# サッカリン密輸事件
サッカリン密輸事件（サッカリンみつゆじけん、朝鮮語: 사카린 밀수 사건）または韓国肥料事件（かんこくひりょうじけん）は、1966年に大韓民国で発生した密輸事件。

## 概要
サムスン財閥は、1964年に韓国肥料株式会社（現・ロッテ精密化学）を設立し、国策プロジェクトとして慶尚南道蔚山に韓国最大の尿素肥料工場を建設することを目指していた。なお、建設にあたっては、三井物産から全面的な支援を受け（4,190万ドルの資金・全設備・建設資材・技術サポートなど）、韓国政府による支払保証がなされていた。
1966年5月、韓国肥料は、工場の試運転期間に必要な硫黄の脱硫に使う補助資材の名目で、三井物産を介して2,259 袋（約55トン）のオルトトルエンスルホンアミド（OTS）を日本から無関税で輸入した。しかし、韓国肥料はOTSを保税倉庫から政府の許可無く持ち出し、それを加工して製造した人工甘味料サッカリンを市中で販売していたことが明らかとなり、翌月に釜山税関に摘発された。
当初、韓国肥料専務による独断として、追徴金と罰金2400万ウォンの支払いによる幕引きが図られたが、同年9月に各マスコミが報じるところとなり、韓国第一の財閥が密輸に手を染めていたという事態が明るみに出たことでサムスンは世論から厳しい攻撃を受けることになった。
これにより、サムスン総帥にして創業者である李秉喆の次男・李昌熙が逮捕され、李秉喆も同年9月22日、工場の献納と韓国肥料の株式51%の国への寄贈、そして自らの引退の表明を余儀なくされた。李秉喆の引退後に長男の李孟煕が総帥代行となるが、グループは混乱。孟煕は秉喆によって退けられ、三男李健熙が後継に抜擢された。
その後、自らの再起とサムスンの復興を図る李秉喆は、三洋電機の井植歳男やNEC・住友商事の協力を得て、電子工業への新規参入を主導して1969年にサムスン電子を創業し、後の韓国主力産業の基礎を作った。

## 韓国肥料のその後
上述の通り事件により韓国肥料の株式の過半数が韓国政府に譲られたが、1994年に民営化されると、「創業者の李秉喆会長の愛情が注がれた企業」であるとして、李健熙の意思のもとでサムスングループによる株式の買い戻しが進められサムスン精密化学に社名変更した。
しかし、2016年にサムスン精密化学はサムスンBP化学・サムスンSDI化学部門とともにロッテグループに売却され、社名もロッテ精密化学に改められた。